# Patrimoine protestant de Lorraine
Inventaire du patrimoine protestant de Lorraine classé par département et par lettre alphabétique de communes.

Carte des départements avec le nom des régions
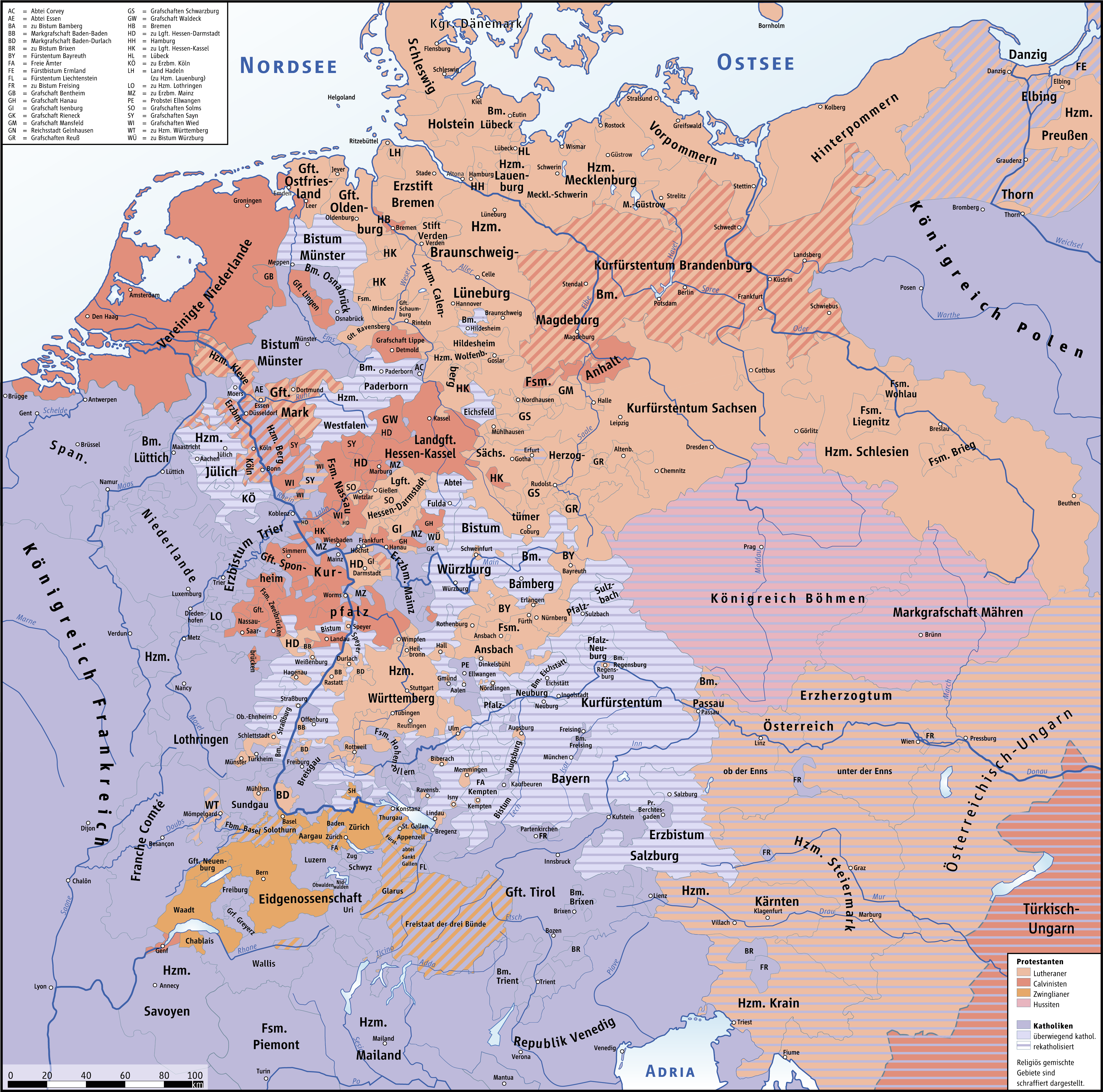
Distribution du protestantisme (rouge) et du catholicisme (bleu) en Europe centrale (en 1618).
Territoires contrôlés par les protestants lors des guerres de Religion (1562-1598). En rouge-bordeaux : les huguenots (calvinistes/réformés), en mauve : zone contestée par les catholiques, en violet (Alsace et Moselle) : les luthériens.

## Patrimoine protestant de Meurthe et Moselle (54)
| Monument                             | Commune              | Adresse             | Coordonnées    | Notice | Protection | Date                                                | Illustration                         |
| ------------------------------------ | -------------------- | ------------------- | -------------- | ------ | ---------- | --------------------------------------------------- | ------------------------------------ |
| Temple réformé                       | Dombasle-sur-Meurthe | rue du 14 septembre | à géolocaliser |        |            | septembre 1959                                      | Temple réformé                       |
| Temple réformé                       | Lunéville            | 4 rue Charles Vue   | à géolocaliser |        |            | juin 1870                                           | Temple réformé                       |
| Temple réformé ou temple Saint-Jean. | Nancy                | place André Maginot | à géolocaliser |        |            | 1635-1759, affectée depuis 1807 au culte protestant | Temple réformé ou temple Saint-Jean. |
| Temple réformé                       | Toul                 | 20 rue du menin     | à géolocaliser |        |            | 1866                                                | Temple réformé                       |

## Patrimoine protestant de Meuse (55)
| Monument       | Commune    | Adresse                 | Coordonnées    | Notice | Protection | Date                    | Illustration   |
| -------------- | ---------- | ----------------------- | -------------- | ------ | ---------- | ----------------------- | -------------- |
| Temple réformé | Bar-le-Duc | rue du Gué              | à géolocaliser |        |            | mai 1862, vendu en 1997 | Temple réformé |
| Temple réformé | Verdun     | 21 rue Victor Schleiter | à géolocaliser |        |            | 1889                    | Temple réformé |

## Patrimoine protestant de Moselle (57)
| Monument                                    | Commune                  | Adresse                     | Coordonnées    | Notice                                         | Protection | Date                                                     | Illustration                                |
| ------------------------------------------- | ------------------------ | --------------------------- | -------------- | ---------------------------------------------- | ---------- | -------------------------------------------------------- | ------------------------------------------- |
| Temple réformé                              | Abreschviller            | rue Alexandre Chatrian      | à géolocaliser | architecte Joseph Ernst                        |            | août 1900- août 1901                                     | Temple réformé                              |
| Temple réformé                              | Algrange                 | 42 rue Foch                 | à géolocaliser | architecte Wilhelm Hermann                     |            | juillet 1890- août 1891                                  | Temple réformé                              |
| Temple réformé                              | Amanvillers              |                             | à géolocaliser | architecte Eduard Fürstenau                    |            | décembre 1905- juillet 1906 (détruit)                    | Image manquante Téléverser                  |
| Temple réformé                              | Amnéville                | 6 rue Pasteur               | à géolocaliser | architecte Dutoit                              |            | août 1914- septembre 1939                                | Temple réformé                              |
| Temple réformé                              | Ars-sur-Moselle          | 56 rue du Président Wilson  | à géolocaliser | architecte Martin-Richard Hermann              |            | septembre 1912                                           | Temple réformé                              |
| cimetière protestant                        | Ars-sur-Moselle          | rue du Temple               | à géolocaliser |                                                |            |                                                          | cimetière protestant                        |
| Temple réformé                              | Audun-le-Tiche           | 32 rue du Maréchal Foch     | à géolocaliser | Conrad Wahn                                    |            | fin 1893                                                 | Temple réformé                              |
| Temple réformé                              | Aumetz                   | rue de la Fontaine          | à géolocaliser | Eugène Voltz                                   |            | XIXe siècle ancien lavoir, aménagé avril 1966            | Temple réformé                              |
| Temple réformé                              | Avricourt                | rue du Temple               | à géolocaliser | architecte Joseph Ernest                       |            | mai 1897- 1898                                           | Temple réformé                              |
| Église luthérienne                          | Baerenthal               | 21 rue principale           | à géolocaliser |                                                |            | 1630 reconstruite 1954                                   | Église luthérienne                          |
| Église luthérienne                          | Behren-lès-Forbach       | 3 rue Kelsberg              | à géolocaliser | architecte Jacques De Bary                     |            | juillet 1960- juin 1965                                  | Église luthérienne                          |
| Église luthérienne                          | Berling                  | rue Principale              | à géolocaliser |                                                |            | 1738. Rouverte en septembre 1938                         | Église luthérienne                          |
| Église luthérienne                          | Bitche                   | 19 rue Teyssier             | à géolocaliser | architecte Walloth puis Ahrendts               |            | mai 1881- août 1882                                      | Église luthérienne                          |
| Temple réformé                              | Boulay-Moselle           | rue de Saint-Avold          | à géolocaliser | architecte Arnold Puis Karl Reuter             |            | juillet 1883- octobre 1884                               | Temple réformé                              |
| cimetière protestant                        | Boulay-Moselle           | rue du Général Newinger     | à géolocaliser |                                                |            |                                                          | cimetière protestant                        |
| Temple réformé                              | Bouzonville              | rue du 27 Novembre          | à géolocaliser |                                                |            | 1951                                                     | Temple réformé                              |
| Temple réformé                              | Courcelles-Chaussy       | place du Temple             | à géolocaliser | architecte Paul Tornow                         |            | mai 1894- octobre 1895                                   | Temple réformé                              |
| Temple réformé                              | Courcelles-Chaussy       | rue Roger Mazauric          | à géolocaliser |                                                |            | 1839 désaffecté.                                         | Temple réformé                              |
| cimetière protestant                        | Courcelles-Chaussy       | rue Roger Mazauric          | à géolocaliser |                                                |            |                                                          | cimetière protestant                        |
| Église luthérienne                          | Créhange                 | rue de Normandie            | à géolocaliser | architecte Roger Zonca                         |            | 1982                                                     | Église luthérienne                          |
| Église luthérienne                          | Creutzwald               | 106 rue de la Gare          | à géolocaliser | architecte Georges Clément                     |            | 1957- octobre 1959                                       | Église luthérienne                          |
| Église évangélique mennonite                | Diesen                   | rue de l'Église             | à géolocaliser |                                                |            |                                                          | Église évangélique mennonite                |
| Temple réformé                              | Dieuze                   | 17 avenue Foch              | à géolocaliser | architecte Joseph Ernst                        |            | mai 1903- novembre 1904                                  | Temple réformé                              |
| Chapelle luthérienne                        | Falck                    | rue des Près                | à géolocaliser | architecte Jean-Norbert Hanf                   |            | 1952- décembre 1959                                      | Chapelle luthérienne                        |
| Église luthérienne                          | Farébersviller           | rue du Poitou               | à géolocaliser | architecte Jacques De Bary, J L Rauzier        |            | juin 1963- décembre 1965, vendu mars 2005 désaffecté     | Église luthérienne                          |
| Église luthérienne                          | Fénétrange               | rue de l'Hôtel de Ville     | à géolocaliser |                                                |            | octobre 1806                                             | Église luthérienne                          |
| Temple réformé                              | Fontoy                   | 11 rue de Longwy            | à géolocaliser | architecte Théophile Berst                     |            | juin 1914- mai 1930                                      | Temple réformé                              |
| Église luthérienne                          | Forbach                  | rue Sainte-Croix            | à géolocaliser | architecte Conrad Wahn                         |            | juin 1891- novembre 1892                                 | Église luthérienne                          |
| Église luthérienne                          | Freyming                 | avenue Émile Huchet         | à géolocaliser | architecte John F Sergy                        |            | octobre 1950- mars 1957                                  | Église luthérienne                          |
| Temple réformé                              | Hagondange               | impasse du Temple           | à géolocaliser |                                                |            | novembre 1913                                            | Temple réformé                              |
| Église luthérienne                          | Hangviller               | rue du l'Église             | à géolocaliser |                                                |            | décembre 1780                                            | Église luthérienne                          |
| Temple réformé                              | Hayange                  | 85 rue Clémenceau           | à géolocaliser | architecte Wilhelm Hermann                     |            | juin 1890- août 1981                                     | Temple réformé                              |
| Temple réformé                              | Hellering-lès-Fénétrange | rue Principale              | à géolocaliser |                                                |            | 1786                                                     | Temple réformé                              |
| Chapelle luthérienne                        | Hombourg-Haut            | rue du Chemin de Fer        | à géolocaliser | architecte Jean-Norbert Hanf                   |            | décembre 1954                                            | Chapelle luthérienne                        |
| Temple réformé                              | Lafrimbolle              | rue de la 2eme D B          | à géolocaliser |                                                |            | milieu XIXe siècle                                       | Temple réformé                              |
| cimetière protestant                        | Lafrimbolle              | rue de la 2eme D B          | à géolocaliser |                                                |            |                                                          | cimetière protestant                        |
| Église luthérienne                          | L'Hôpital                | 54 rue de Carling           | à géolocaliser | architecte Martin-Richard Hermann              |            | 1914-1919                                                | Église luthérienne                          |
| Temple réformé                              | Lixheim                  | rue du Temple               | à géolocaliser | architecte Ferdinand Boudot                    |            | XVIIe siècle                                             | Temple réformé                              |
| Temple réformé                              | Longeville-lès-Metz      | rue du Général De Gaulle    | à géolocaliser | architecte Franz-Josef Hermüller               |            | 1907- septembre 1908                                     | Temple réformé                              |
| Église luthérienne                          | Lutzelbourg              | rue du Phalsbourg           | à géolocaliser | architecte Eduard Fürstenau                    |            | juin 1907- avril 1909                                    | Église luthérienne                          |
| Temple réformé                              | Maizières-lès-Metz       | rue Saint-Louis             | à géolocaliser | architecte Jean Krier                          |            | octobre 1965- mai 1968                                   | Temple réformé                              |
| Église luthérienne                          | Metting                  | route de Schalbach          | à géolocaliser |                                                |            | 1834                                                     | Église luthérienne                          |
| Temple réformé Temple Neuf                  | Metz                     | place de la Comédie         | à géolocaliser | architecte Conrad Wahn                         |            | novembre 1901- mai 1904                                  | Temple réformé Temple Neuf                  |
| Église luthérienne                          | Metz                     | 41 rue Mazelle              | à géolocaliser | architecte Édouard Schulte                     |            | 1892- août 1893                                          | Église luthérienne                          |
| Temple luthérien de la Garnison             | Metz                     | rue de Belle-Isle           | à géolocaliser | architecte Heinrich Rettig                     |            | Août 1874- octobre 1881                                  | Temple luthérien de la Garnison             |
| Temple réformé Temple protestant de Queuleu | Metz                     | rue de Queuleu              | à géolocaliser | architecte Ludwig Levy                         |            | octobre 1901- décembre 1904                              | Temple réformé Temple protestant de Queuleu |
| Église luthérienne                          | Mittersheim              | rue d'Ingviller             | à géolocaliser | architecte Joseph Pélissier                    |            | 1866- mai 1867                                           | Église luthérienne                          |
| Temple réformé                              | Montigny-lès-Metz        | rue de Pont à Mousson       | à géolocaliser | architecte Conrad Wahn                         |            | octobre 1892- décembre 1894                              | Temple réformé                              |
| Église luthérienne                          | Morhange                 | rue de Montmorency          | à géolocaliser | architecte Böttcher, Berliner Baubüro, Duputet |            | juin 1893- mai 1895, reconstruite et inaugurée mars 1954 | Église luthérienne                          |
| Église luthérienne                          | Mouterhouse              | rue des Bergers             | à géolocaliser |                                                |            | inaugurée août 1857                                      | Église luthérienne                          |
| Temple réformé                              | Moyeuvre-Grande          | 3 avenue Clémenceau         | à géolocaliser | architecte Hermann Frorath                     |            | août 1895- mai 1897                                      | Temple réformé                              |
| Église luthérienne                          | Niederstinzel            | rue Principale              | à géolocaliser |                                                |            | 1934                                                     | Église luthérienne                          |
| Temple réformé                              | Nilvange                 | rue du Maréchal Joffre      | à géolocaliser | architecte Eduard Fürstenau, Ernest Priedat    |            | octobre 1909- octobre 1910                               | Temple réformé                              |
| Temple réformé                              | Novéant-sur-Moselle      |                             | à géolocaliser |                                                |            | 1899 détruite par un obus 1918                           | Image manquante Téléverser                  |
| Église luthérienne                          | Petite-Rosselle          | impasse du Temple           | à géolocaliser | architecte Willy Grossmann                     |            | juin 1959- mai 1960                                      | Église luthérienne                          |
| Église luthérienne                          | Phalsbourg               | rue du Collège              | à géolocaliser | architecte Willy Grossmann                     |            | XVIIe siècle                                             | Église luthérienne                          |
| Église luthérienne                          | Philippsbourg            | rue de Niederbronn          | à géolocaliser | architecte Arthur Kickton                      |            | 1911- octobre 1913                                       | Église luthérienne                          |
| Église luthérienne                          | Postroff                 | rue de l'Église             | à géolocaliser | architecte François Pierson                    |            | 1833- 1834                                               | Église luthérienne                          |
| Temple réformé                              | Rédange                  | rue de Belvaux              | à géolocaliser | architecte Eduard Fürstenau                    |            | décembre 1905, vendu 1960, transformé en habitation      | Image manquante Téléverser                  |
| Temple réformé                              | Rombas                   | 2 rue de Metz               | à géolocaliser | architecte Conrad Wahn                         |            | octobre 1898- décembre 1900                              | Temple réformé                              |
| Église luthérienne                          | Saint-Avold              | rue Lemire                  | à géolocaliser | architecte Conrad Wahn                         |            | août 1887- avril 1889                                    | Église luthérienne                          |
| Église luthérienne                          | Saint-Avold              | cité Jeanne d'Arc           | à géolocaliser | architecte Conrad Wahn                         |            | 1954                                                     | Église luthérienne                          |
| Église luthérienne                          | Sarralbe                 | rue du Mair Charles Wilhelm | à géolocaliser | architecte Heinrich Hannig                     |            | août 1892                                                | Église luthérienne                          |
| Temple réformé                              | Sarrebourg               | 10 avenue Joffre            | à géolocaliser | architecte Joseph Ernst                        |            | août 1896- mars 1898                                     | Temple réformé                              |
| Église luthérienne                          | Sarreguemines            | rue Georges V               | à géolocaliser | architecte Conrad Wahn                         |            | mai 1897- novembre 1898                                  | Église luthérienne                          |
| Église luthérienne                          | Schalbach                | rue Principale              | à géolocaliser | architecte Charles-Victor Dumont               |            | 1839-1841                                                | Église luthérienne                          |
| Église luthérienne                          | Stiring-Wendel           | rue de Stockfeld            | à géolocaliser | architecte Edmond Gresser                      |            | mai 1939- juin 1952                                      | Église luthérienne                          |
| Temple réformé                              | Thionville               | passage du Temple           | à géolocaliser | architecte Wilhelm Hermann                     |            | novembre 1886- novembre 1888                             | Temple réformé                              |
| Temple réformé                              | Uckange                  | rue du Temple               | à géolocaliser | architecte A Augustin, A Ferney                |            | 1955                                                     | Temple réformé                              |
| Église luthérienne                          | Vibersviller             | rue de la Mairie            | à géolocaliser | architecte A Augustin, A Ferney                |            | octobre 1887- novembre 1888                              | Église luthérienne                          |
| Église luthérienne                          | Wintersbourg             | Grand Rue                   | à géolocaliser | architecte Friedrich Leidig, Haas              |            | 1757, reconstruction 1940-1943                           | Église luthérienne                          |
| Temple réformé                              | Yutz                     | 19 rue de la République     | à géolocaliser | architecte Charles Dornseiff                   |            | avril 1929                                               | Temple réformé                              |
| Église luthérienne                          | Zilling                  | rue Principale              | à géolocaliser | architecte Friedrich Leidig                    |            | reconstruite en 1883-1885                                | Église luthérienne                          |

## Patrimoine protestant des Vosges (88)
| Monument       | Commune              | Adresse                     | Coordonnées    | Notice                       | Protection | Date           | Illustration   |
| -------------- | -------------------- | --------------------------- | -------------- | ---------------------------- | ---------- | -------------- | -------------- |
| Temple réformé | Contrexéville        | Parc Thermale               | à géolocaliser | architecte François Clasquin |            | 1893           | Temple réformé |
| Temple réformé | Épinal               | 28 rue de la Préfecture     | à géolocaliser | architecte Risler            |            | septembre 1873 | Temple réformé |
| Temple réformé | Gérardmer            | 2 rue du Casino             | à géolocaliser |                              |            | 1910           | Temple réformé |
| Temple réformé | Raon-l'Étape         | 21 avenue Général de Gaulle | à géolocaliser |                              |            | 1889           | Temple réformé |
| Temple réformé | Saint-Dié-des-Vosges | 12, rue Foch                | à géolocaliser |                              |            | 1854 à 1856    | Temple réformé |
| Temple réformé | Senones              | quai Jules Ferry            | à géolocaliser |                              |            | 1896           | Temple réformé |
| Temple réformé | Thaon-les-Vosges     | rue Rapp                    | à géolocaliser |                              |            | 1909           | Temple réformé |
| Temple réformé | Vittel               | Rue Docteur Fournier        | à géolocaliser |                              |            | 1905           | Temple réformé |

Sources: architecture protestante Moselle Éditions serpenoise.